# Odersbäck
Odersbäck är en småort i Västra Vrams distrikt i Kristianstads kommun i Skåne län, belägen vid gamla E22:an mellan Tollarp och Linderöd. Orten kallas som helhet Sätaröd vilket också står på vägskyltarna och busshållplatsen.  

## Befolkningsutveckling
| Befolkningsutvecklingen i Odersbäck 2010–2015 | Befolkningsutvecklingen i Odersbäck 2010–2015 | Befolkningsutvecklingen i Odersbäck 2010–2015 | Befolkningsutvecklingen i Odersbäck 2010–2015 | Befolkningsutvecklingen i Odersbäck 2010–2015 |
| --------------------------------------------- | --------------------------------------------- | --------------------------------------------- | --------------------------------------------- | --------------------------------------------- |
|                                               |                                               |                                               |                                               |                                               |
| År                                            |                                               |                                               | Folkmängd                                     | Areal (ha)                                    |
| 2010                                          | 2010                                          |                                               | 50                                            | 7#                                            |
| 2015                                          | 2015                                          |                                               | 81                                            | 25#                                           |
| Anm.: Ny småort 2010. # Som småort.           |                                               |                                               |                                               |                                               |